# عباسعلی محمدیان
عباسعلی محمدیان سرتیپ پاسدار فرماندهی انتظامی جمهوری اسلامی ایران است، که  از سال ۱۴۰۱ به‌عنوان فرمانده انتظامی تهران بزرگ فعالیت می‌کند.
وی از ۱۳۸۳ تا ۱۳۸۶ معاون آگاهی فرماندهی انتظامی استان اصفهان بود، در فاصله سال‌های ۱۳۸۶ تا ۱۳۹۶ ریاست پلیس آگاهی تهران بزرگ را برعهده داشت و از ۱۳۹۶ تا ۱۴۰۱ به‌عنوان فرمانده انتظامی استان البرز فعالیت می‌کرد.

## سمت‌ها
- فرمانده انتظامی شهرستان کاشان
- فرمانده انتظامی شهرستان اصفهان
- رئیس پلیس آگاهی استان اصفهان
- رئیس پلیس آگاهی تهران بزرگ
- فرمانده انتظامی استان البرز
- فرمانده انتظامی تهران بزرگ

## ارتقا درجه
در تاریخ ۱۹ اسفند ماه ۱۴۰۳، به پیشنهاد سردار رادان و تأیید سید علی خامنه‌ای، فرمانده کل قوا با حفظ سمت در جایگاه فرماندهی انتظامی تهران بزرگ درجه وی از سرتیپ دومی به سرتیپ تمامی ارتقا یافت.

## تحریم‌ها
۲۷ مارس ۲۰۲۳ دولت کانادا در دهمین دور تحریم‌ها، دو نهاد و هشت مقام نظامی و انتظامی جمهوری اسلامی از جمله عباسعلی محمدیان را به دلیل «نقض فاحش و نظام‌مند حقوق بشر» در پیوند با سرکوب اعتراضات و نیز تولید پهپادها و موشک‌های بالستیک را در فهرست تحریم‌های خود قرار داد.